# San Giovanni Bianco
San Giovanni Bianco is een gemeente in de Italiaanse provincie Bergamo (regio Lombardije) en telt 5103 inwoners (31-12-2004). De oppervlakte bedraagt 31,4 km², de bevolkingsdichtheid is 161 inwoners per km².

## Demografie
San Giovanni Bianco telt ongeveer 1982 huishoudens. Het aantal inwoners steeg in de periode 1991-2001 met 5,0% volgens cijfers uit de tienjaarlijkse volkstellingen van ISTAT.
| Jaar | Inwoneraantal |
| ---- | ------------- |
| 1991 | 4757          |
| 2001 | 4996          |
| 2004 | 5103          |

## Geografie
De gemeente ligt op ongeveer 448 meter boven zeeniveau.
San Giovanni Bianco grenst aan de volgende gemeenten: Camerata Cornello, Dossena, Gerosa, Lenna, San Pellegrino Terme, Taleggio.

## Geboren
- Antonio Boselli (1496-1536), kunstschilder
- Davide Astori (1987-2018), voetballer
- Davide Baldaccini (1998), wielrenner
- Lorenzo Milesi (2002), wielrenner